# Rene Rodrigezz

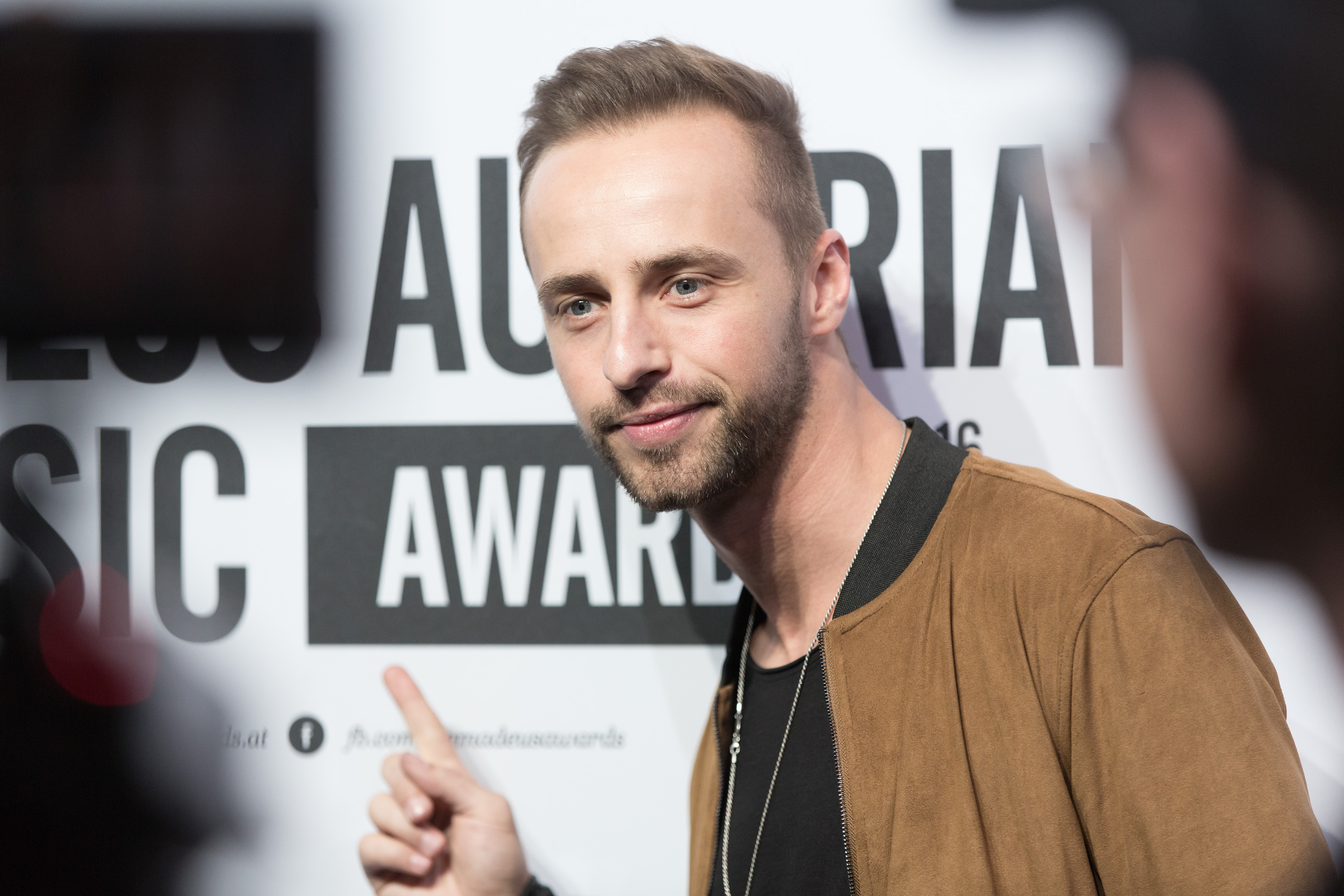
Rene Rodrigezz (2016)

Rene Rodrigezz (* 20. März 1986; eigentlich Rene Seidl) ist ein österreichischer DJ.

## Musikalische Erfolge
2010 war Rodrigezz für den Österreichischen Music Award in den Kategorien Best Newcomer, Best Remixer und Best Producer nominiert.
Im Oktober 2011 erschien seine sechste Single Release The Insane und einen Monat später sein erstes Album Crank, But Sexy.
Die zusammen mit DJ Antoine und MC Yankoo aufgenommene Single Shake 3x wurde im März 2012 veröffentlicht und konnte sich in den deutschen und österreichischen Singlecharts platzieren und schaffte es bis auf Platz 7 in den Deutschen Dance-Charts.
Seit Ende 2012 steht Rene Rodrigezz bei Sony Music Austria unter Vertrag. Im Februar erschien das Album love, peace & rock'n'roll, das den vierten Platz der österreichischen Verkaufscharts erreichte. Im Dezember 2013 erschien Born 2 Rock, das auf dem zwölften Platz der österreichischen Verkaufscharts einstieg.
Anfang 2014 gründete er zusammen mit Oliver Hutterer seine eigene Plattenfirma Big Smile Records. Fat Sumo war die erste Single, die auf dem neuen Label veröffentlicht wurde. Im Juni 2014 wurde zusammen mit MC Yankoo Around The World veröffentlicht, das den ersten Platz der DJ Charts Austria belegte.
2014 war Rodrigezz erneut in der Kategorie Dance/Electronic für den Amadeus Austrian Music Award nominiert.
Mit I’m coming for your soul steuerte Rodrigezz im Mai 2015 den Song zum 20th-Century-Fox-Film-Remake „Poltergeist“ bei.
Über Kontor Records erschien im Dezember 2015 das dritte Album We Are, das die Top 10 der österreichischen Verkaufscharts erreichte.
Im Sommer 2017 erschien die Single Light Up The Dark gemeinsam mit dem international bekannten US-Rapper Pitbull sowie dem Musikprojekt Lotus über Sony Music.

## Diskografie

### Alben
- 2011: Crank, But Sexy
- 2013: Love, Peace & Rock’n’Roll
- 2015: We Are

### Kompilationen
- 2011: Sexy Selection (mit MC Yankoo)

### Singles und EPs
- 2006: Enjoy Your Life (meets Vinyl Junky’s)
- 2007: Alive EP
- 2008: Der Monitor
- 2008: It’s Liberty (feat. Natascha Casta)
- 2009: Hey What’s Up
- 2011: Release the Insane
- 2012: Shake 3x (vs. DJ Antoine feat. MC Yankoo)
- 2012: I Need a Miracle (mit Guru Josh Project & Coco Star)
- 2012: Dutch Bitch
- 2012: Time 2 Wake Up
- 2013: Let It Burn (mit MC Yankoo)
- 2013: Bang Bang!
- 2013: Only One (mit Dipl.Inch)
- 2013: Born 2 Rock (mit PH Electro)
- 2013: Go!!
- 2014: Fat Sumo
- 2014: Turn Up the Music (mit Mark Star)
- 2014: Around the World (mit MC Yankoo)
- 2014: Better Where We Are (feat. Hellen Vissers)
- 2015: I’m Coming for Your Soul (mit MC Yankoo)
- 2015: Jumpin’ Boobs (mit Sanny)
- 2015: We Are We Are (mit Robbie Wulfsohn)
- 2016: Rave It
- 2016: Grand Slam (mit MC Yankoo feat. Marel Koman)
- 2016: Weekend Mode (mit Niels van Gogh)
- 2016: Killer
- 2017: Kangaroo
- 2017: Light Up the Dark (mit Lotus feat. Pitbull)
- 2017: Shimmy Shake 2K17
- 2018: Rude (feat. Lova)
- 2018: No Sick No Big (mit ZOOTAH)
- 2018: Stand My Ground (feat. Lova)
- 2019: Sun Goes Down

Remixe
- 2008: Magic Affair – Omen III
- 2009: Cope – Your Love Is Too Much
- 2009: Marco Van Bassken – Save My Life
- 2009: Steve H – Party Children
- 2009: Alex De Vito – Por causa do amor
- 2009: House:Tec feat. Royal Kombo – Gimme Love
- 2009: Dwight Phister – Tastentiger
- 2009: Merlin Milles – All I Want
- 2009: Lunatic DJs – Let’s Get It On!
- 2010: Merlin Milles – Take a Bow
- 2010: Dirty Impact vs. Royal XTC – Tom’s Diner
- 2010: Merlin Milles – Sax Bomb
- 2011: Clubraiders – Move Your Hands Up
- 2011: Sam Walkertone feat. Lyane Leigh & Kevin Kelly – Toxic Kiss
- 2011: DJ Antoine feat. Tom Dice – Sunlight
- 2012: Sean Fill – Show Me Love 2k12
- 2012: Pulsedriver – Lookout Weekend 2012
- 2012: Bodybangers feat. Gerald G! – Set the Night on Fire
- 2012: Basslovers United feat. L.I.M – Falling in Love
- 2013: Klaas Gerling – Flight to Paris
- 2017: SKMC & Sean Curtis – Movement